# 玛格丽特·布罗克迪
玛格丽特·布罗克迪（法語：Marguerite Broquedis，1893年4月17日—1983年4月23日），法国女子网球运动员。她曾代表法国参加1912年和1924年夏季奥林匹克运动会网球比赛，共获得一枚金牌和一枚铜牌。